# VIII (VII) symfonia Schuberta

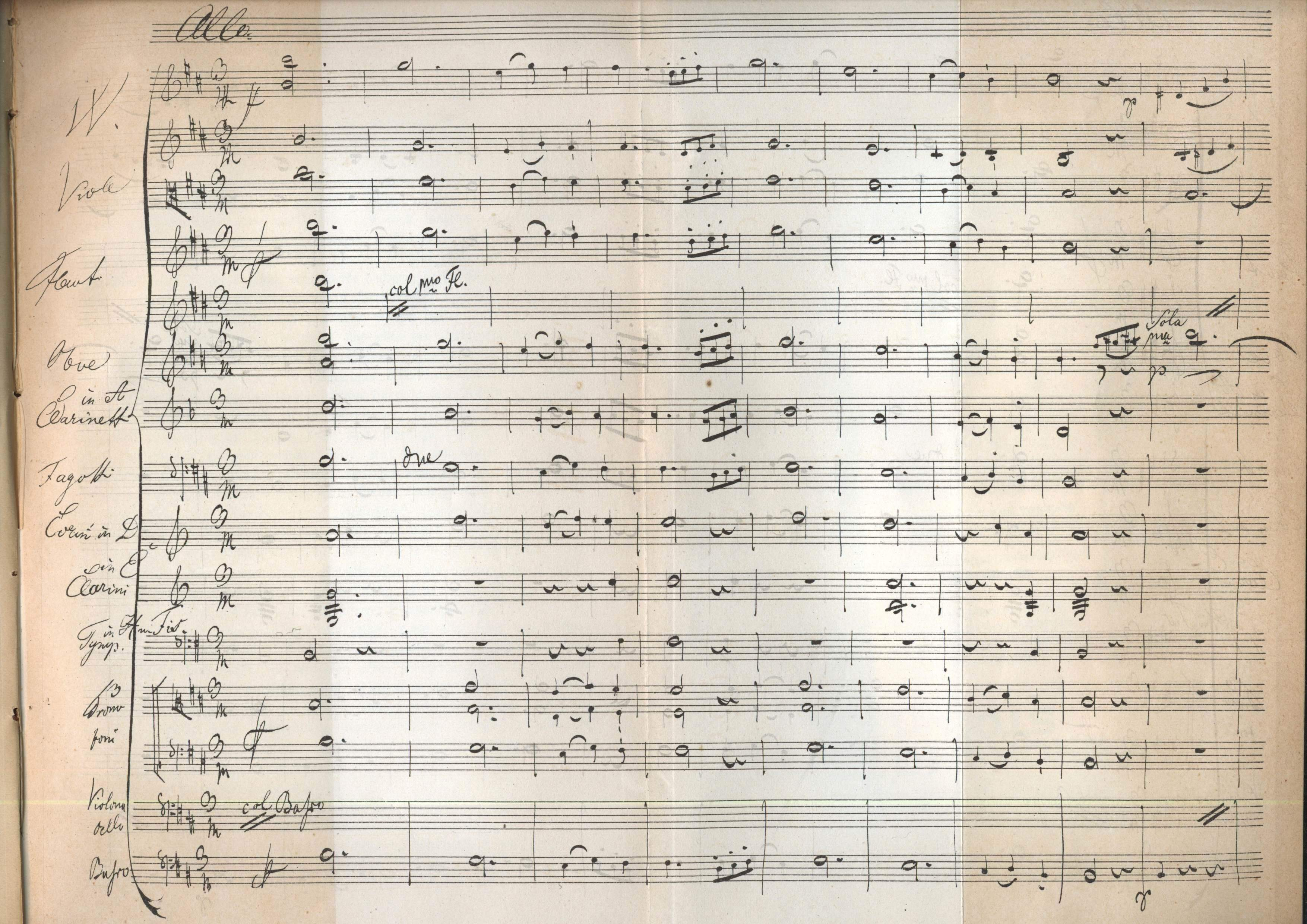
Symfonia h-moll, Część trzecia - Scherzo, Faksymile, 1885, w biografii J.R. von Herbecka

VIII symfonia h-moll „Niedokończona” (D 759) – symfonia skomponowana przez Franza Schuberta w 1822 roku. Jedno z największych arcydzieł w historii muzyki.

## Historia
Rok po skomponowaniu VII Symfonii E-dur, między wrześniem a październikiem 1822 roku, Schubert rozpoczął prace nad VIII Symfonią. Partyturę VIII Symfonii zaczął pisać 30 października 1822 roku. Po kilku tygodniach, po ukończeniu dwóch części, rozpoczął orkiestrację części trzeciej – Scherzo, którą przerwał i ostatecznie porzucił pracę nad symfonią. Przez wiele lat uważano, że zachowała się tylko jedna strona, której Schubert nie mógł usunąć, gdyż znajdowała się na odwrocie ostatniej karty II części. W 1968 roku Christa Landon odkryła drugą stronę partytury Scherza. Wcześniej Schubert sporządził szkice fortepianowe do przynajmniej trzech części. Schubert zachował szkice fortepianowe, które po jego śmierci trafiły do jego brata Ferdinanda.
We wrześniu 1823 Schubert otrzymał dyplom honorowy od Styryjskiego Towarzystwa Muzycznego w Grazu. W przesłanym do towarzystwa 20 września 1823 roku liście Schubert wyraził podziękowanie za wyróżnienie, ofiarowując partyturę symfonii. Zgodnie z obietnicą po jakimś czasie Schubert przekazał partyturę symfonii Anselmowi Hüttenbrennerowi jako przedstawicielowi towarzystwa.
Hüttenbrenner przechowywał partyturę symfonii do momentu, kiedy dyrygent Johann Herbeck, który słyszał o jej istnieniu od brata Anselma – Josefa Hüttenbrennera w 1860 roku, po namowach wreszcie przekonał go do udostępnienia rękopisu. Herbeck wykonał dwuczęściową symfonię po raz pierwszy 17 grudnia 1865 roku, jako finał dodając ostatnią część III Symfonii D-dur (D200).

## Części utworu
VIII Symfonia nie była bez wątpienia planowana jako symfonia dwuczęściowa o czym świadczą zachowane szkice fortepianowe trzech części. Do dzisiaj całkowicie zinstrumentowane zachowały się dwie części utworu.
Części utworu
I Allegro moderato
II Andante con moto
Zachowane w całości dwie części Symfonii h-moll stanowią integralną całość. W takim kształcie Symfonia h-moll jest zwykle wykonywana na koncertach. Ponieważ symfonia odbiegała budową od klasycznej czteroczęściowej budowy, snuto domysły na ten temat. Najbardziej rozpowszechnionymi były te, które głosiły, iż to śmierć uniemożliwiła kompozytorowi ukończenie dzieła, co nie jest zgodne z prawdą, gdyż Schubert żył jeszcze sześć lat i nadal dużo komponował. Twierdzono również, że Schubert najprawdopodobniej uznał, że koncepcja dzieła jest zamknięta i nie wymaga dalszych części, co również jest niezgodne z prawdą gdyż zaczął komponować Scherzo. Symfonia oraz jej dalsze losy są owiane tajemnicą z którymi związanych jest wiele pytań, m.in.:
1. Dlaczego Schubert nie ukończył trzeciej części, którą prawie ukończył w wersji fortepianowej?
2. Czy Schubert skomponował finał, a jeśli tak to co się z nim stało?
3. Czy Schubert rzeczywiście mógł zaprezentować w połowie ukończoną symfonię Styryjskiemu Towarzystwu Muzycznemu?
4. Dlaczego Hüttenbrenner schował partyturę na ponad 40 lat?
Pozostałe części
III Scherzo
IV Allegro molto moderato (Entr’act Nr 1 h-moll z Rosamundy)
Trzecią część stanowi Scherzo, które zostało niemal ukończone w szkicach fortepianowych oraz dwie strony jego instrumentacji. Wątpliwości muzykologów oraz badaczy twórczości Schuberta budzi ostatnia czwarta część. Istnieje wiele hipotez na ten temat. Pierwsza z nich mówi, że pierwotnie jako finał symfonii był przeznaczony Entr’act h-moll z Rosamundy. Drugą możliwością jest, że Schubert napisał inny finał, który zaginął.
Autorzy rekonstrukcji III części Symfonii h-moll, Scherza (w nawiasie podano datę rekonstrukcji)
Geoffrey Bush (1944)
Denis Vaughan (ok. 1960)
Gerald Abraham (1970)
Florian Hollard (1976, wersja zrewidowana 1977–1978)
Stephen Casale (1978)
Brian Newbould (1982)
Anton Safronov (2005, wersja zrewidowana 2007)

## Numeracja
Numeracja Symfonii h-moll zmieniała się na przestrzeni lat. Lista kompozycji Schuberta została opracowana w latach 40. XIX wieku przez Aloisa Fuscha po konsultacji z bratem kompozytora, Ferdinandem. W katalogu tym numer VIII otrzymała Symfonia E-dur. W drugiej połowie XIX wieku George Grove zestawił symfonie Schuberta w porządku chronologicznym, w którym numer VIII otrzymała Symfonia h-moll. Twórcy zrewidowanego katalogu Deutscha z 1978 roku, Walter Durr i Arnold Feil zaproponowali numerację: VII dla Symfonii h-moll oraz VIII dla Symfonii C-dur „Wielkiej” (D944). Numeracja symfonii Schuberta według zrewidowanego Katalogu Deutscha, która neguje istnieje VII Symfonii E-dur (D729) jest kwestionowana i szeroko dyskutowana w świecie muzycznym.

## Ciekawostki
- „Brahms, rozpoczynając kiedyś w Wiedniu próbę koncertu, zwrócił się do orkiestry ze słowami: „Teraz, moi panowie, zagramy Schuberta «Skończoną w h-moll». – Pan miał na myśli, Mistrzu, zapewne «Niedokończoną» Schuberta” – spytał koncertmistrz, dając wyraz konsternacji muzyków. – „Niedokończoną? – gniewnie odpowiedział pytaniem Brahms. – Jeżeli wszystkie dzieła byłyby tak skończone jak to, wierzcie mi żylibyśmy w prawdziwym raju muzycznym”[9].
- Motyw z pierwszej części symfonii został wykorzystany w filmie Złoty wiek w segmencie "Przyjęcie u Markiza", a także w kreskówce o Smerfach jako leitmotiv Gargamela.

## Nagrania
Symfonia h-moll stanowi żelazny repertuar każdej filharmonii i w salach koncertowych jest wykonywana zwykle jako dwuczęściowa. Podobnie nagrania Symfonii h-moll są zwykle dwuczęściowe.
Nagrania wersji dwuczęściowej
- Schubert Symphony No. 5, Symphony No.8 „Unfinished”, Rosamunde (Balet Music No.2), Slovak Philharmonic Orchestra, Michael Halasz, Naxos, CD 8.550145
- Schubert Symphony No.8 „Unfinished” & 9 ”Great”, Symphony Nova Scotia, Georg Tintner, Naxos, CD 8.557234
- Schubert Symphonies Nos. 3 & 8, „Wanderer” Fantasy, Boris Berezovsky, New York Philharmonic Orchestra, Kurt Masur, Teldec, CD, 0630-17133-2
- Schubert Symphonies 5, 6, 8 & 9. Rosamunde Overture, Berliner Philharmoniker, Herbert von Karajan, EMI, 2CD 724358606720, (1976, 1978) 2004

Nagrania wersji czteroczęściowej
- Schubert Death and the Maiden, Symphony No.8 in „Unfinished”, Buffalo Philharmonic Orchestra, JoAnn Falletta, Naxos, CD 8.572051, 2009 (rekonstruckja cz.III Scherza – Brian Newbould, rekonstruckja cz. IV Allegro molto moderato – Mario Venzago)
- Schubert The 10 Symphonies, Academy of St Martin in the Fields – Neville Marriner, 6 CD Set, PHILIPS, 470 886-2, (1982, 1984) 2002 (rekonstruckja cz.III Scherza oraz cz. IV Allegro molto moderato – Brian Newbould)

## Literatura
- Teresa Chylińska, Stanisław Haraschin, Bogusław Schaeffer – Przewodnik koncertowy, PWM, Kraków, 1991.
- Tadeusz Marek - Schubert, PWM, Kraków, 1988.
- Brian Newbould – Schubert and the Symphony. A New Perspective, Toccata Press, 1992.